# My Mad Fat Diary
My Mad Fat Diary ist eine britische Fernsehserie, die vom 14. Januar 2013 bis 6. Juli 2015 auf E4 ausgestrahlt wurde. In Deutschland wurden alle Folgen am 4. Oktober 2017 auf funk veröffentlicht und ab dem 9. April 2018 auf one ausgestrahlt. Die Serie basiert auf dem Buch My Fat, Mad Teenage Diary der britischen Autorin Rae Earl. Im Unterschied zur Serie spielt die Buchvorlage in den 1980er-Jahren.

## Handlung
Stamford, Lincolnshire in den 1990ern. Die 16-jährige Rae verbringt nach einem Selbstmordversuch vier Monate lang in einer psychiatrischen Klinik. Nach ihrer Entlassung schließt sie sich ihrer besten Freundin Chloe an, die jedoch nichts von Rae‘s psychischen Problemen ahnt und davon ausgeht, sie wäre die letzten vier Monate in Frankreich gewesen. Sie freundet sich mit Chloe‘s besten Freunden Izzy, Chop, Finn und Archie an. Unterstützung findet sie in ihrem Therapeuten Dr. Kester, der Rae dazu überredet, ein Tagebuch zu schreiben. Für Rae beginnt damit ein entscheidender Abschnitt in ihrem Leben.

## Besetzung

### Hauptbesetzung
| Schauspieler     | Rolle             |
| ---------------- | ----------------- |
| Sharon Rooney    | Rachel ‚Rae‘ Earl |
| Ian Hart         | Kester            |
| Claire Rushbrook | Linda Bouchtat    |
| Jodie Comer      | Chloe Gemmel      |
| Nico Mirallegro  | Finn Nelson       |
| Dan Cohen        | Archie            |
| Jordan Murphy    | Chop              |
| Ciara Baxendale  | Izzy              |
| Sophie Wright    | Tix               |

### Nebenbesetzung
| Schauspieler             | Rolle           |
| ------------------------ | --------------- |
| Bamshad Abedi-Amin       | Karim           |
| Shazad Latif             | Dr. Nick Kassar |
| Darren Evans             | Danny Two Hats  |
| Eliot Otis Brown Walters | Big G           |

## Episodenliste

### Staffel 1
| Nr. (ges.) | Nr. (St.) | Deutscher Titel                               | Originaltitel                    | Erstausstrahlung UK | Deutschsprachige Erstausstrahlung (D) | Regie          | Drehbuch    |
| ---------- | --------- | --------------------------------------------- | -------------------------------- | ------------------- | ------------------------------------- | -------------- | ----------- |
| 1          | 1         | Große schlechte Welt                          | Big Wide World                   | 14. Jan. 2013       | 9. Apr. 2018                          | Tim Kirkby     | Tom Bidwell |
| 2          | 2         | Romantische Meilensteine (one) Berührt (funk) | Touched                          | 21. Jan. 2013       | 9. Apr. 2018                          | Tim Kirkby     | Tom Bidwell |
| 3          | 3         | Ladies and Gentlemen                          | Ladies and Gentlemen             | 28. Jan. 2013       | 16. Apr. 2018                         | Tim Kirkby     | Tom Bidwell |
| 4          | 4         | Behalte besser alles für Dich!                | Don’t Ever Tell Anybody Anything | 4. Feb. 2013        | 16. Apr. 2018                         | Benjamin Caron | Tom Bidwell |
| 5          | 5         | Die verwandelte Rae I                         | It’s a Wonderful Rae Part 1      | 11. Feb. 2013       | 23. Apr. 2018                         | Benjamin Caron | Tom Bidwell |
| 6          | 6         | Die verwandelte Rae II                        | It’s a Wonderful Rae Part 2      | 18. Feb. 2013       | 23. Apr. 2018                         | Benjamin Caron | Tom Bidwell |

### Staffel 2
| Nr. (ges.) | Nr. (St.) | Deutscher Titel   | Originaltitel       | Erstausstrahlung UK | Deutschsprachige Erstausstrahlung (D) | Regie             | Drehbuch                 |
| ---------- | --------- | ----------------- | ------------------- | ------------------- | ------------------------------------- | ----------------- | ------------------------ |
| 7          | 1         | Alarm!            | Alarm!              | 17. Feb. 2014       | 30. Apr. 2018                         | Anthony Philipson | Tom Bidwell              |
| 8          | 2         | Unterm Radar      | Radar               | 28. Feb. 2014       | 30. Apr. 2018                         | Anthony Philipson | Tom Bidwell              |
| 9          | 3         | Zickenterror      | Girls               | 3. März 2014        | 7. Mai 2018                           | Luke Snellin      | Tom Bidwell & Laura Neal |
| 10         | 4         | Freitag           | Friday              | 10. März 2014       | 7. Mai 2018                           | Luke Snellin      | Tom Bidwell              |
| 11         | 5         | Schon erwachsen?  | Inappropriate Adult | 17. März 2014       | 14. Mai 2018                          | Vanessa Caswill   | Tom Bidwell              |
| 12         | 6         | Das bin nicht ich | Not I               | 24. März 2014       | 14. Mai 2018                          | Alex Winckler     | Tom Bidwell              |
| 13         | 7         | Ungeahnte Kräfte  | Glue                | 31. März 2014       | 28. Mai 2018                          | Alex Winckler     | Tom Bidwell              |

### Staffel 3
| Nr. (ges.) | Nr. (St.) | Deutscher Titel           | Originaltitel     | Erstausstrahlung UK | Deutschsprachige Erstausstrahlung (D) | Regie         | Drehbuch   |
| ---------- | --------- | ------------------------- | ----------------- | ------------------- | ------------------------------------- | ------------- | ---------- |
| 14         | 1         | Wer ist Stan Ford?        | Who is Stan Ford? | 22. Juni 2015       | 28. Mai 2018                          | Alex Winckler | George Kay |
| 15         | 2         | Alles auf Anfang          | Rewind            | 29. Juni 2015       | 4. Juni 2018                          | Alex Winckler | George Kay |
| 16         | 3         | Die Weichen sind gestellt | Voodoo            | 6. Juli 2015        | 4. Juni 2018                          | Alex Winckler | George Kay |